# Fruticées xérophiles de Carnarvon
Localisation
Les fruticées xérophiles de Carnarvon forment une écorégion définie par le fonds mondial pour la Nature (WWF) qui couvre une zone de plus de 80 000 km2 à l'extrémité ouest de l'Australie-Occidentale. Elle appartient à l'écozone australasienne et au biome des déserts et terres arbustives xériques.